# Downthesun
I Downthesun sono stati un gruppo musicale statunitense di genere alternative metal, presentato da Shawn Crahan (percussionista degli Slipknot), anche produttore del loro unico eponimo album.
La band ha anche registrato un video del brano Medicated.
La band si è formata nel 1999 grazie all'incontro di Aaron Peltz e Satone, due appassionati di metal che hanno formato un gruppo grazie a loro conoscenze nell'ambito musicale.
Il gruppo si è sciolto nel 2003 a causa di un litigio fra i due cantanti.
Satone attualmente milita nel gruppo progressive metal dei Common Diseases of Swine, detti anche CDS.
Nel 2010 è stata annunciata la riunione del gruppo.

## Discografia
- 2002 - Downthesun (Roadrunner Records)[2]

## Componenti
- Satone – voce
- Aaron Peltz – voce
- Lance "Kuk" Collier – basso
- Nathan Church – campionamento
- Princeton Patterson batteria
- Danny Spain – percussioni
- Bruce Swink – chitarra